# نایجل وورتینگتن
نایجل وورتینگتن (انگلیسی: Nigel Worthington؛ زادهٔ ۴ نوامبر ۱۹۶۱) بازیکن سابق و مربی فوتبال اهل ایرلند شمالی است.
از باشگاه‌هایی که در آن بازی کرده‌است می‌توان به باشگاه فوتبال استوک سیتی، باشگاه فوتبال لیدز یونایتد، باشگاه فوتبال نوتس کانتی، باشگاه فوتبال شفیلد ونزدی، و باشگاه فوتبال بلکپول اشاره کرد.
وی همچنین در تیم‌های ملی فوتبال زیر ۱۸ سال ایرلند شمالی و ایرلند شمالی بازی کرده‌است.